# Catello Vitiello
Catello Vitiello (Vico Equense, 8 agosto 1977) è un politico italiano.

## Biografia
Laureato nel 2002 in Giurisprudenza alla Luiss Guido Carli di Roma e dottorato nel 2008 in Sistema penale e processo all'Università degli Studi di Napoli Federico II, è avvocato penalista.
Candidato alle elezioni politiche del 2018 dal Movimento 5 Stelle alla Camera dei Deputati nel collegio uninominale di Castellammare di Stabia ed espulso ancor prima delle elezioni perché massone, Vitiello viene ugualmente eletto con oltre il 48% delle preferenze per quanto inibito dall'utilizzo del simbolo del M5S. Aderisce al gruppo misto, entrando a far parte della componente del Movimento Associativo Italiani all'Estero. Il 6 giugno 2018 vota comunque la fiducia al Governo Conte I, sostenuto dalla maggioranza Movimento 5 Stelle-Lega.
Il 20 novembre 2018 presenta come primo firmatario un emendamento al disegno di legge "anti-corruzione" per ammorbidire il reato di abuso d’ufficio e peculato: l'emendamento viene approvato dalla Camera a scrutinio segreto, con 284 si e 239 no, nonostante il parere contrario del governo.
Da aprile a ottobre 2019 ha fatto parte, all'interno del gruppo misto, della componente "Sogno Italia-10 Volte Meglio" insieme a Silvia Benedetti e Giorgio Silli; a ottobre ha quindi aderito a Italia Viva di Matteo Renzi che sostiene il Governo Conte II.
Alle elezioni politiche anticipate del 25 settembre 2022 viene ricandidato alla Camera dei deputati, per la lista elettorale Azione - Italia Viva nel collegio plurinominale Campania 2 - 02 in quarta posizione, non venendo rieletto.